# شففرد وودلندس (باركشير)
شففرد وودلندس (بالإنجليزية: Shefford Woodlands)‏ هي قرية تقع في المملكة المتحدة في جنوب شرق إنجلترا.